# Fulakora degenerata
Fulakora degenerata es una especie de hormiga del género Fulakora, familia Formicidae. Fue descrita científicamente por Borgmeier en 1957.
Se distribuye por Brasil, Costa Rica, Guatemala, Honduras, México, Panamá, Perú y Surinam. Se ha encontrado a elevaciones de hasta 1530 metros. Vive en microhábitats como la hojarasca y el suelo.